# Pedicularis rizhaoensis
Pedicularis rizhaoensis là loài thực vật có hoa thuộc họ Cỏ chổi. Loài này được H.P. Yang mô tả khoa học đầu tiên năm 1990.